# Praça Ulysses Guimarães
A Praça Ulysses Guimarães (mais conhecida como Pedreira do Chapadão) é uma praça localizada no bairro Jardim Chapadão em Campinas. Com aproximadamente 130.000m², possui uma área para espetáculos, pista de cooper e ciclismo, entre outras atrações. Adicionalmente, a pedreira possui um memorial do deputado federal Ulysses Guimarães, inaugurada em 16 de dezembro de 1994, com a seguinte frase: "Nós não viemos aqui para ter medo", obra idealizada pelo arquiteto Fábio Penteado, executada pelo designer projetista Marcos Lalli e pelo projetista Valdir Vieira, sob apoio técnico do escritório Falcão Bauer.
Após abandono de quase 2 anos, foi revitalizada em seis meses com investimentos de R$ 1,3 milhão e entregue em 15 de dezembro de 2013 pelo prefeito de Campinas, Jonas Donizette. Possui estacionamento para 60 veículos, mirante de 30 metros de altura, quadra poli-esportiva,  3 quiosques, 2 playgrounds, academia ao ar livre, pista de skate, pátio com piso de paralelepípedos, palco de eventos e nova iluminação.
O funcionamento é diário, das 6h às 22h. 

## Galeria de Fotos

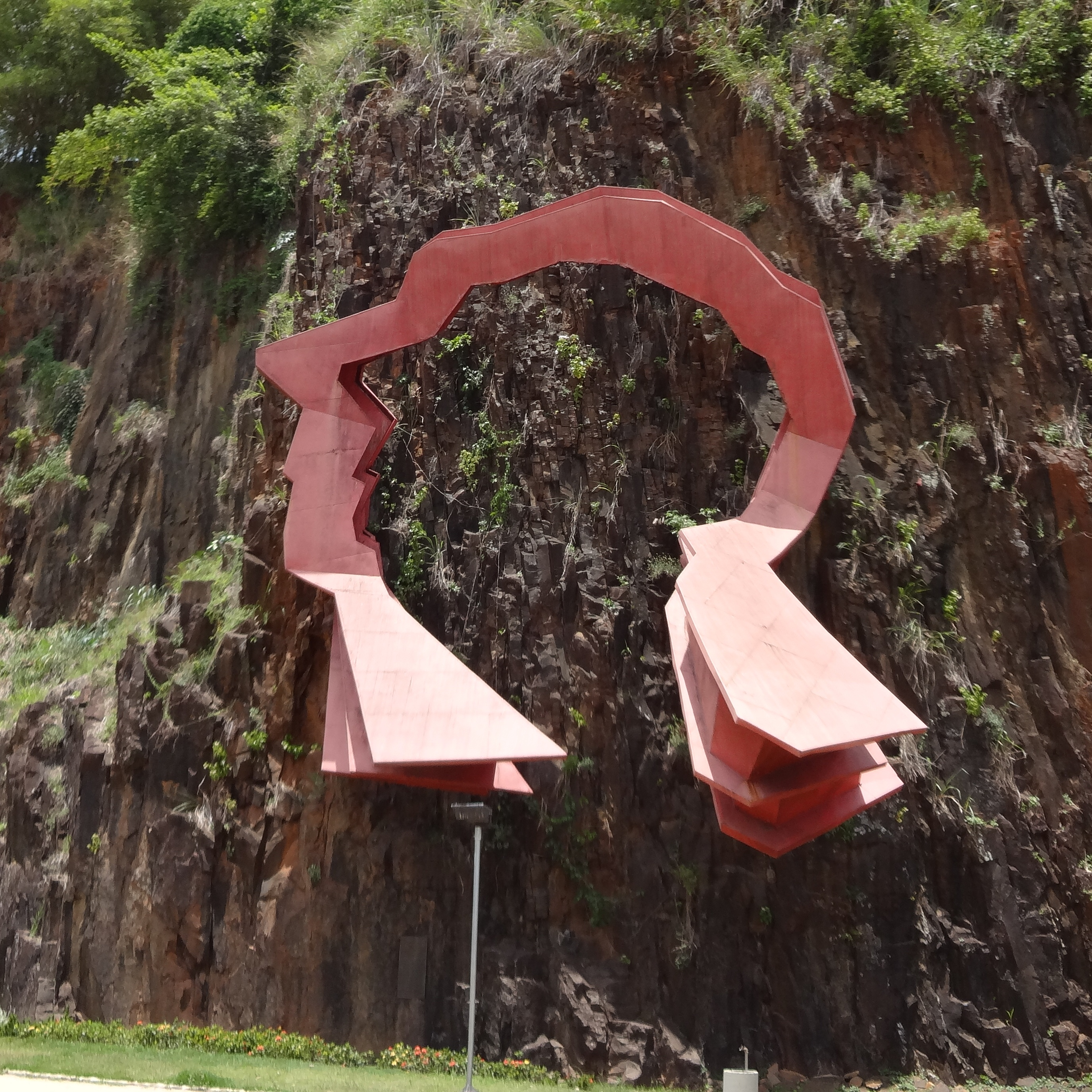
Memorial Ulysses Guimarães.
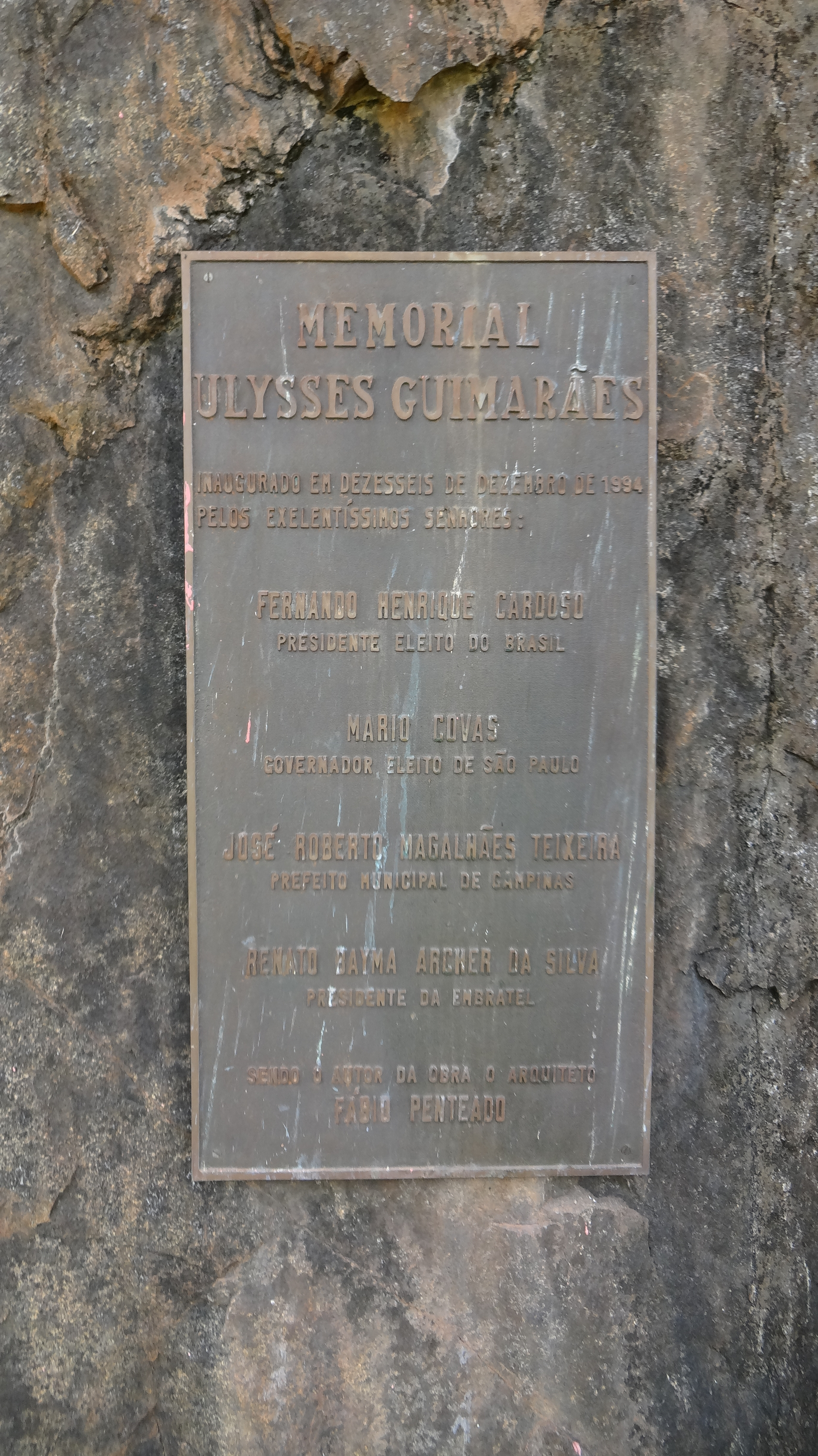
Placa do Memorial Ulysses Guimarães.
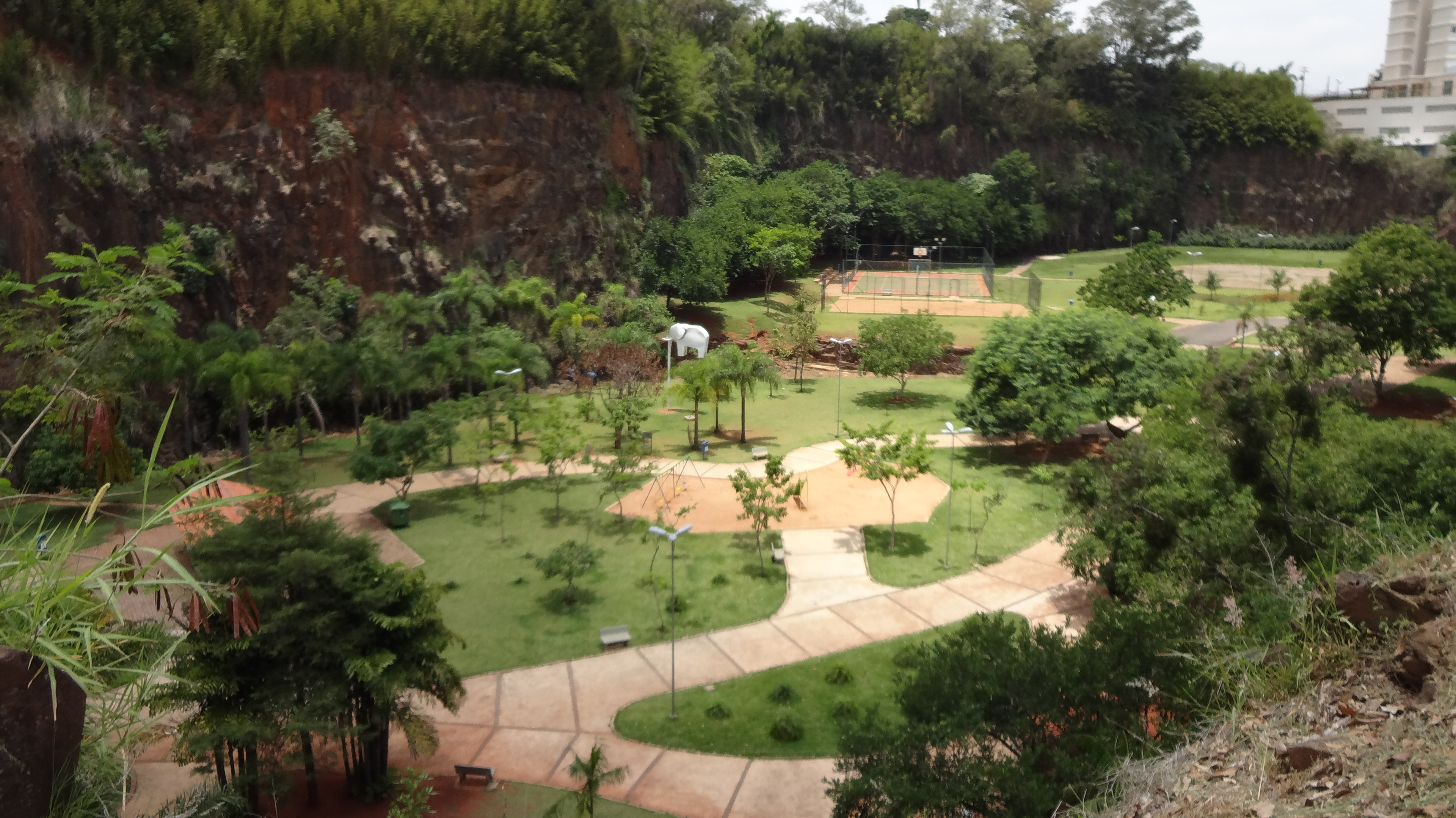
Visão panorâmica da praça.
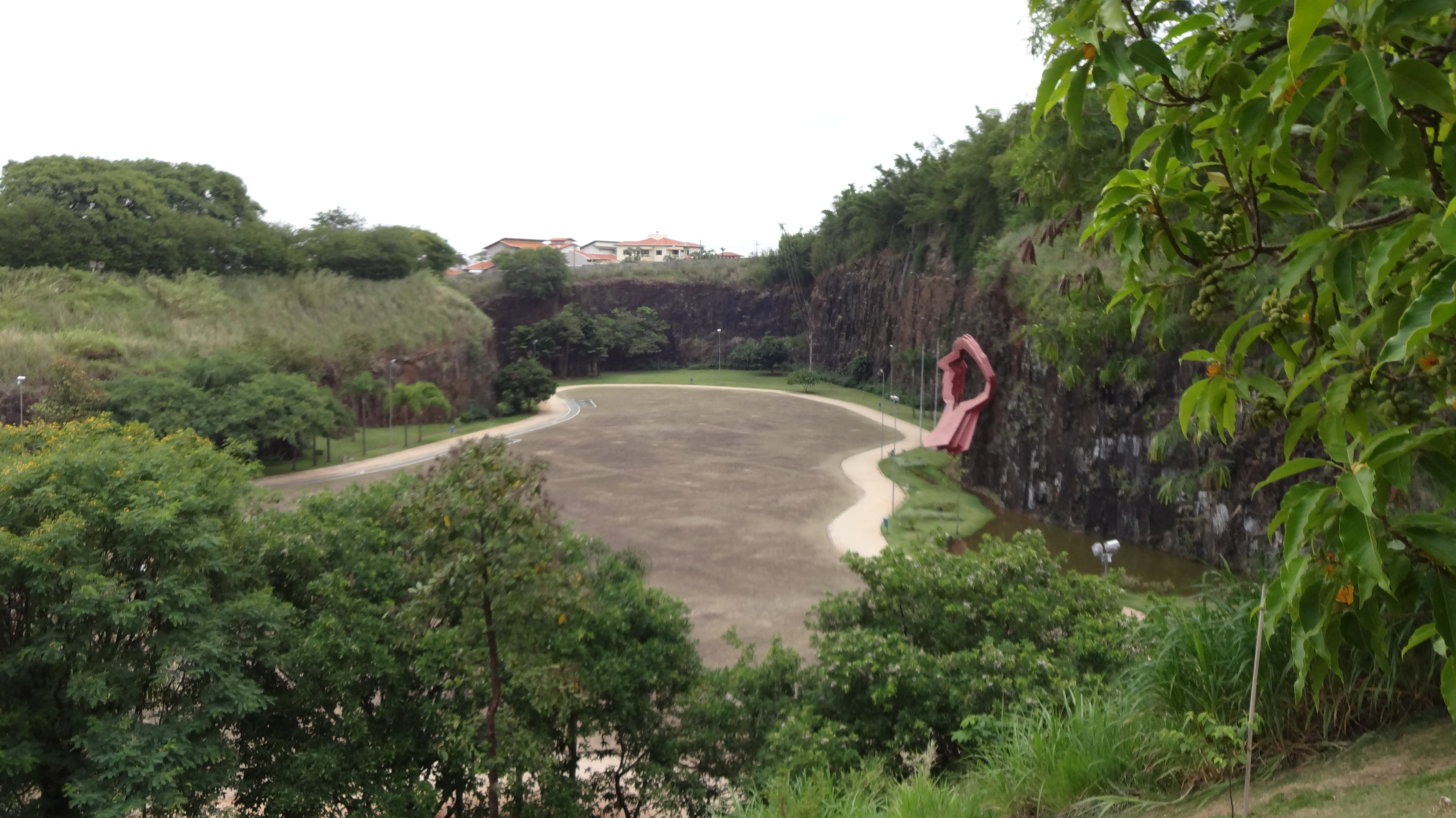
Visão panorâmica da pedreira.